# Valladolid (município mexicano)
Valladolid é um município do estado do Iucatão, sudeste do México, com capital na cidade homónima. Tem 1 081,3 km² de área e em  2015  tinha 80 313 habitantes (densidade: 74,3 hab./km²).